# Juegos Deportivos Nacionales de Colombia de 2023
Los XXII Juegos Deportivos Nacionales de Colombia fueron el máximo evento deportivo de Colombia en categoría abierta, que se realizaron entre el 11 y el 25 de noviembre de 2023. Es la primera ocasión en que las justas deportivas son organizadas por el Ministerio del Deporte de Colombia.

## Elección de la Sede
En total, seis regiones presentaron su candidatura para organizar las justas: Boyacá, Eje Cafetero (Caldas, Quindío, Risaralda y Valle del Cauca), Ibagué (Tolima), Meta, Tolima y Valledupar El 5 de junio de 2019, el presidente Iván Duque y el ministro del deporte Ernesto Lucena anunciaron a la candidatura del Eje Cafetero como la ganadora de la sede de los Juegos Nacionales y Paranacionales 2023.

## Participantes
Un total de 31 departamentos, el Distrito Capital de Bogotá, y la representación de las Fuerzas Armadas participarán en esta edición de los Juegos Nacionales adscritos al Ministerio del Deporte de Colombia.
| Lista de delegaciones participantes                                                                                  | Lista de delegaciones participantes                                                                                     | Lista de delegaciones participantes |
| --- | --- | --- |
| - Amazonas - Antioquia - Arauca - Atlántico - Bogotá, D. C. - Bolívar - Boyacá - Caldas - Caquetá - Casanare - Cauca | - Cesar - Chocó - Córdoba - Cundinamarca - Fuerzas Armadas - Guainía - Guaviare - Huila - La Guajira - Magdalena - Meta | - Nariño - Norte de Santander - Putumayo - Quindío - Risaralda - San Andrés y Providencia - Santander - Sucre - Tolima - Valle del Cauca - Vaupés |

## Deportes
En esta edición de los Juegos Deportivos Nacionales de Colombia habrá un total de 35 disciplinas, cinco menos que en la edición 2019, ya que las actividades subacuáticas (aguas abiertas), el esquí acuático, la natación en aguas abiertas, surf, triatlón, vela y voleibol de playa migran a los Juegos Deportivos Nacionales de Mar y Playa. Además, el porrismo fue incluido como deporte de exhibición.
| - Actividades subacuáticas - Ajedrez - Arquería - Atletismo - Bádminton - Baloncesto - Balonmano - Béisbol - Billar - Bolos - Boxeo - Canotaje - Ciclismo - Ciclismo BMX - Ciclismo de montaña - Ciclismo en pista - Ciclismo en ruta | - Deportes acuáticos - Clavados - Nado sincronizado - Natación - Equitación - Esgrima - Esquí acuático - Fútbol - Fútbol de salón - Fútbol sala - Gimnasia - Gimnasia acrobática - Gimnasia artística - Gimnasia rítmica - Golf - Hapkido - Judo - Karate | - Levantamiento de pesas - Lucha - Patinaje - Patinaje de velocidad - Patinaje artístico sobre ruedas - Skateboarding (Nuevo) - Porrismo (Exhibición) - Rugby 7 - Squash - Softbol - Surf - Taekwondo - Tejo - Tenis - Tenis de mesa - Tiro deportivo - Voleibol - Waterpolo |

## Sedes, subsedes y escenarios deportivos
| Deporte                | Disciplina                  | Sexo      | Escenario | Ciudad                    |
| ---------------------- | --------------------------- | --------- | --- | ------------------------- |
| Acuáticos              | Aguas abiertas              | M/F       | Centro Internacional de Aguas Abiertas Cameguadua                                                                          | Chinchiná                 |
| Acuáticos              | Clavados                    | M/F       | Villa Deportiva | Pereira                   |
| Acuáticos              | Natación                    | M/F       | Villa Deportiva | Pereira                   |
| Acuáticos              | Natación Artística          | F         | Villa Deportiva | Pereira                   |
| Acuáticos              | Polo acuático               | M/F       | Complejo Acuático - Bosque Popular                                                                                         | Manizales                 |
| Atletismo              | Atletismo                   | M/F       | Pista Atlética Estadio Centenario                                                                                          | Armenia                   |
| Atletismo              | Marcha                      | M/F       | Pista Atlética Estadio Centenario                                                                                          | Armenia                   |
| Atletismo              | Maratón                     | M/F       | Avenida Centenario | Armenia                   |
| Ajedrez                | Ajedrez                     | M/F       | Centro de Convenciones - Expofuturo                                                                                        | Pereira                   |
| Bádminton              | Bádminton                   | M/F       | Coliseo - Universidad del Quindío                                                                                          | Armenia                   |
| Baloncesto             | Baloncesto                  | M/F       | Coliseo del Café | Armenia                   |
| Balonmano              | Balonmano                   | M/F       | Coliseo Colegio La Salle                                                                                                   | Cartagena                 |
| Béisbol                | Béisbol                     | M         | Estadio Unidad Deportiva Jaime Aparicio                                                                                    | Cali                      |
| Billar                 | Billar                      | M/F       | Expoferias | Manizales                 |
| Bolos                  | Bolos                       | M/F       | Bolera Parque de Recreación Popular                                                                                        | Armenia                   |
| Boxeo                  | Boxeo                       | M/F       | Coliseo Instituto Técnico Superior                                                                                         | Pereira                   |
| Canotaje               | Velocidad                   | M/F       | Lago Calima | Calima El Darién          |
| Ciclismo               | Pista                       | M/F       | Velódromo Alcides Nieto Patiño                                                                                             | Cali                      |
| Ciclismo               | Ruta                        | M/F       | Vía Ansermanuevo Autopista del Café                                                                                        | Manizales                 |
| Ciclismo               | Montaña                     | M/F       | Pista de Cross Country Bosque Popular Pista de Downhill Villamaría                                                         | Manizales                 |
| Ciclismo               | BMX                         | M/F       | Parque de Recreación Popular                                                                                               | Armenia                   |
| Ecuestre               | Adiestramiento              | M/F       | Escuela de Caballería | Bogotá                    |
| Ecuestre               | Salto                       | M/F       | Escuela de Caballería | Bogotá                    |
| Ecuestre               | Prueba Completa             | M/F       | Club San Andrés Funza Escuela de Caballería                                                                                | Bogotá                    |
| Esgrima                | Esgrima                     | M/F       | Coliseo - Universidad de Caldas                                                                                            | Manizales                 |
| Esquí acuático         | Esquí acuático              | M/F       | Lago Calima | Calima El Darién          |
| Fútbol                 | Fútbol                      | M/F       | Estadio Centenario Estadio Palogrande Cancha Auxiliar Luis Fernando Montoya Estadio Hernán Ramírez Villegas Parque Consotá | Armenia Manizales Pereira |
| Fútbol                 | Fútbol de Salón             | M/F       | Coliseo Menor Ramón Marín Vargas                                                                                           | Manizales                 |
| Fútbol                 | Fútbol Sala                 | M/F       | Coliseo Municipal de Dosquebradas                                                                                          | Pereira                   |
| Gimnasia               | Artística Rítmica Trampolín | M/F F M/F | Coliseo Villa Olímpica Ancízar López López                                                                                 | Armenia                   |
| Golf                   | Golf                        | M/F       | Club Campestre | Armenia                   |
| Hapkido                | Hapkido                     | M         | Coliseo de Combate y Gimnasia                                                                                              | Armenia                   |
| Judo                   | Judo                        | M/F       | Coliseo Menor - Polideportivo Centro                                                                                       | Pereira                   |
| Karate                 | Karate                      | M/F       | Colegio Santa Inés Expoferias                                                                                              | Manizales                 |
| Levantamiento de pesas | Halterofilia                | M/F       | Centro de Convenciones | Armenia                   |
| Lucha                  | Grecorromana                | M         | Coliseo Menor Ramón Marín Vargas Coliseo Menor - Polideportivo Centro                                                      | Manizales Pereira         |
| Lucha                  | Libre                       | M/F       | Coliseo Mayor Rafael Cuartas Gaviria                                                                                       | Pereira                   |
| Patinaje               | Pista                       | M/F       | Patinódromo Bosque Popular                                                                                                 | Manizales                 |
| Patinaje               | Patinaje artístico          | M/F       | Coliseo - Universidad de Caldas                                                                                            | Manizales                 |
| Patinaje               | Skateboarding               | M/F       | Villa Deportiva Skatepark Santa Rosa de Cabal                                                                              | Pereira                   |
| Porrismo               | Porrismo                    | M/F       | Centro de Convenciones - Expofuturo                                                                                        | Pereira                   |
| Rugby 7                | Rugby 7                     | M/F       | Parque Metropolitano del Café                                                                                              | Pereira                   |
| Sóftbol                | Sóftbol                     | M/F       | Estadio Simón Carbonell Townsend                                                                                           | Cali                      |
| Squash                 | Squash                      | M/F       | Canchas de Squash - Universidad del Quindío                                                                                | Armenia                   |
| Surf                   | Surf                        | M/F       | Playas Juanchaco | Buenaventura              |
| Taekwondo              | Taekwondo                   | M/F       | Colegio Santa Inés | Manizales                 |
| Tejo                   | Tejo                        | M/F       | Parque Metropolitano del Café                                                                                              | Pereira                   |
| Tenis                  | Tenis                       | M/F       | Liga Risaraldense de Tenis                                                                                                 | Pereira                   |
| Tenis de mesa          | Tenis de mesa               | M/F       | Expoferias | Manizales                 |
| Tiro con arco          | Tiro con arco               | M/F       | Liga Risaraldense de Tenis con Arco                                                                                        | Pereira                   |
| Tiro deportivo         | Tiro deportivo              | M/F       | Polígono FedeTiro | Nilo                      |
| Triatlón               | Triatlón                    | M/F       | Centro Internacional de Aguas Abiertas Cameguadua                                                                          | Chinchiná                 |
| Vela                   | Vela                        | M/F       | Lago Calima | Calima El Darién          |
| Voleibol               | Coliseo                     | M/F       | Coliseo Mayor - Rafael Cuartas Gaviria                                                                                     | Pereira                   |
| Voleibol               | Playa                       | M/F       | Parque Metropolitano del Café                                                                                              | Pereira                   |

## Calendario
Los eventos de los 40 deportes para estos XXII Juegos Deportivos Nacionales 2023 se desarrollarán entre el 11 y 25 de noviembre de 2023.
| CA | Ceremonia de Apertura |  | Clasificatorias | # | Eventos finales | CC | Ceremonia de Clausura |

| Noviembre                | 11 Sáb | 12 Dom | 13 Lun | 14 Mar | 15 Mié | 16 Jue | 17 Vie | 18 Sáb | 19 Dom | 20 Lun | 21 Mar | 22 Mié | 23 Jue | 24 Vie | 25 Sáb | Total Medallas/Deporte |
| ------------------------ | ------ | ------ | ------ | ------ | ------ | ------ | ------ | ------ | ------ | ------ | ------ | ------ | ------ | ------ | ------ | ---------------------- |
| Ceremonias               | CA     |        |        |        |        |        |        |        |        |        |        |        |        |        | CC     |                        |
| Actividades Subacuáticas |        |        |        |        |        |        |        | 7      | 9      | 9      | 6      |        | 3      | 3      |        | 37                     |
| Ajedrez                  |        |        |        |        |        |        |        |        |        |        |        |        | 4      | 4      | 2      | 10                     |
| Arquería                 |        |        |        | 6      |        | 8      | 4      |        | 6      |        |        |        |        |        |        | 24                     |
| Atletismo                |        |        |        |        |        |        |        |        |        | 9      | 9      | 10     | 11     | 6      | 4      | 49                     |
| Bádminton                |        |        | 1      |        |        |        | 5      |        |        |        |        |        |        |        |        | 6                      |
| Baloncesto               |        |        |        |        |        |        |        | 1      |        |        |        |        |        |        | 1      | 2                      |
| Balonmano                |        |        |        |        | 1      |        |        |        |        |        | 1      |        |        |        |        | 2                      |
| Béisbol                  |        |        |        |        |        |        |        |        | 1      |        |        |        |        |        |        | 1                      |
| Billar                   |        |        |        |        |        |        |        |        |        |        |        | 2      |        | 4      | 2      | 8                      |
| Bolos                    |        |        |        |        | 1      | 1      | 1      | 1      |        |        | 1      | 1      | 1      | 1      |        | 8                      |
| Boxeo                    |        |        |        |        |        |        |        | 25     |        |        |        |        |        |        |        | 25                     |
| Canotaje                 |        |        |        |        |        |        |        |        |        |        | 6      | 10     | 8      |        |        | 24                     |
| Clavados                 |        |        |        |        | 3      | 3      | 2      |        |        |        |        |        |        |        |        | 8                      |
| Ciclismo BMX             |        |        |        |        |        |        |        |        |        |        |        |        | 2      | 2      |        | 4                      |
| Ciclismo MTB             |        |        |        |        |        | 1      | 2      |        |        |        |        |        |        |        |        | 3                      |
| Ciclismo de Pista        |        |        |        |        |        |        |        | 6      | 5      | 5      | 4      |        |        |        |        | 20                     |
| Ciclismo de ruta         |        | 2      |        | 1      | 1      |        |        |        |        |        |        |        |        |        |        | 4                      |
| Equitación               |        |        |        |        |        |        |        |        |        |        | 1      | 1      | 3      |        | 2      | 7                      |
| Esgrima                  |        |        |        |        |        |        |        | 2      | 2      | 2      |        | 2      | 2      | 2      |        | 12                     |
| Esquí acuático           |        |        |        |        | 6      | 4      |        |        |        |        |        |        |        |        |        | 10                     |
| Fútbol                   |        |        |        |        |        | 1      |        |        |        |        |        |        |        | 1      |        | 2                      |
| Fútbol de Salón          |        |        |        |        |        |        |        |        | 1      |        |        |        |        |        | 1      | 2                      |
| Fútbol Sala              |        |        |        |        |        |        |        | 1      |        |        |        |        |        | 1      |        | 2                      |
| Gimnasia artística       |        |        |        | 2      | 2      | 10     |        |        |        |        |        |        |        |        |        | 14                     |
| Gimnasia rítmica         |        |        |        |        |        |        |        |        |        | 2      | 4      |        |        |        |        | 6                      |
| Gimnasia trampolín       |        |        |        |        |        |        |        |        |        |        |        |        |        | 4      |        | 4                      |
| Golf                     |        |        |        |        |        |        | 3      |        |        |        |        |        |        |        |        | 3                      |
| Hapkido                  | 10     | 8      |        |        |        |        |        |        |        |        |        |        |        |        |        | 18                     |
| Judo                     |        |        |        |        |        |        |        |        |        | 4      | 5      | 5      | 4      | 1      |        | 19                     |
| Karate Do                |        |        |        |        |        |        |        |        |        | 6      | 5      | 5      |        |        |        | 16                     |
| Levantamiento de pesas   |        |        |        |        |        |        |        |        |        |        | 12     | 12     | 15     | 21     |        | 60                     |
| Lucha                    |        |        |        | 7      | 8      | 8      | 7      |        |        |        |        |        |        |        |        | 30                     |
| Nado sincronizado        |        | 4      | 3      |        |        |        |        |        |        |        |        |        |        |        |        | 7                      |
| Natación de Carreras     |        |        |        |        |        |        |        |        |        |        |        | 10     | 10     | 11     | 10     | 41                     |
| Patinaje Artístico       | 2      | 2      | 4      |        |        |        |        |        |        |        |        |        |        |        |        | 8                      |
| Patinaje de Velocidad    |        |        |        |        |        | 4      | 4      | 4      | 4      | 4      | 4      | 2      |        |        |        | 26                     |
| Polo Acuático            |        |        |        |        |        | 1      |        |        |        |        |        |        |        |        |        | 1                      |
| Porrismo                 |        | 4      |        |        |        |        |        |        |        |        |        |        |        |        |        | 4                      |
| Rugby 7                  |        |        |        |        |        | 1      |        |        | 1      |        |        |        |        |        |        | 2                      |
| Skateboarding            |        |        |        |        |        |        |        | 4      |        |        |        |        |        |        |        | 4                      |
| Sóftbol                  |        |        |        |        |        | 11     |        |        |        |        |        |        | 1      |        |        | 2                      |
| Squash                   |        |        | 2      | 3      |        |        | 2      |        |        |        |        |        |        |        |        | 7                      |
| Surf                     |        |        |        |        | 5      |        |        |        |        |        |        |        |        |        |        | 5                      |
| Taekwondo                |        |        |        | 5      | 8      | 8      | 2      |        |        |        |        |        |        |        |        | 23                     |
| Tejo                     |        |        |        |        |        |        |        |        |        |        |        |        |        |        | 10     | 10                     |
| Tenis de Campo           |        |        |        |        | 1      | 2      | 2      |        | 2      |        |        |        |        |        |        | 7                      |
| Tenis de mesa            |        |        |        | 2      |        | 1      | 4      |        |        |        |        |        |        |        |        | 7                      |
| Tiro Deportivo           |        | 2      | 2      |        | 8      |        | 3      | 3      | 4      |        | 6      |        |        |        |        | 28                     |
| Triatlón                 |        |        |        |        |        |        | 4      |        | 2      | 1      |        |        |        |        |        | 7                      |
| Vela                     |        |        |        | 5      |        |        | 5      |        |        |        |        |        |        |        |        | 10                     |
| Voleibol                 |        |        |        |        |        |        | 1      |        |        |        |        |        |        |        | 11     | 2                      |
| Voleibol Playa           |        |        | 2      |        |        |        |        |        |        |        |        |        |        |        |        | 2                      |
| Total de Medallas/Día    | 12     | 22     | 14     | 31     | 39     | 54     | 59     | 37     | 45     | 42     | 64     | 60     | 64     | 61     | 33     | 643                    |

## Tabla de Medallería
La delegación del Valle del Cauca obtuvo el bicampeonato además de obtener el récord de la mayor cantidad de medallas obtenidas en una sola justa deportiva. 
- Actualizado a las 21:30 h. del 25 de noviembre de 2023.[5]

| Núm.  | País               | Oro | Plata | Bronce | Total |
| ----- | ------------------ | --- | ----- | ------ | ----- |
| 1     | Valle del Cauca    | 210 | 152   | 128    | 490   |
| 2     | Antioquia          | 142 | 119   | 147    | 408   |
| 3     | Bogotá, D. C.      | 104 | 92    | 104    | 300   |
| 4     | Boyacá             | 30  | 32    | 21     | 83    |
| 5     | Risaralda          | 25  | 36    | 46     | 107   |
| 6     | Bolívar            | 25  | 21    | 35     | 81    |
| 7     | Santander          | 19  | 31    | 38     | 88    |
| 8     | Caldas             | 18  | 32    | 44     | 94    |
| 9     | Atlántico          | 13  | 29    | 32     | 74    |
| 10    | Cundinamarca       | 9   | 29    | 51     | 89    |
| 11    | Tolima             | 9   | 14    | 23     | 47    |
| 12    | Quindío            | 8   | 7     | 13     | 28    |
| 13    | Meta               | 8   | 6     | 17     | 31    |
| 14    | Norte de Santander | 6   | 3     | 7      | 16    |
| 15    | Casanare           | 4   | 5     | 3      | 12    |
| 16    | Huila              | 3   | 5     | 9      | 17    |
| 17    | Córdoba            | 3   | 2     | 10     | 15    |
| 18    | Cesar              | 3   | 2     | 6      | 11    |
| 19    | Fuerzas Armadas    | 2   | 3     | 16     | 21    |
| 20    | Nariño             | 1   | 6     | 16     | 23    |
| 21    | Magdalena          | 1   | 6     | 8      | 15    |
| 22    | Sucre              | 1   | 2     | 2      | 5     |
| 23    | Arauca             | 1   | 1     | 2      | 4     |
| 24    | Cauca              | 0   | 5     | 11     | 16    |
| 25    | Guainía            | 0   | 1     | 0      | 1     |
| 26    | Caquetá            | 0   | 0     | 3      | 3     |
| 27    | Chocó              | 0   | 0     | 2      | 2     |
| Total | Total              | 644 | 641   | 795    | 2080  |

## Transmisión
El evento deportivo nacional es transmitido por el canal de televisión abierta colombiano Señal Colombia, y por las señales digitales de Señal Colombia y Radio Televisión Nacional de Colombia.
Así mismo, el desarrollo de las competencias se podrán seguir, en cualquier dispositivo móvil, a través de la aplicación Eje Cafetero 2023, que puede ser descargada en las plataformas Google Play, para dispositivos Android, y en App Store para dispositivos iOS.